# Печёнкин, Николай Михайлович
Николай Михайлович Печёнкин (17 июля 1871, Келецкая губерния, (Царство Польское, Российская империя) — конец августа 1918, пропал без вести) — полковник артиллерии, военный археолог, член Императорского Русского археологического общества, исследователь Херсонеса. Занимался археологическими исследованиями в юго-западной части Крыма. С начала XX века самостоятельно, затем по заданию Императорской Археологической комиссии Николай Михайлович производил разведки и раскопки могильников на Северной стороне Севастополя, на реке Бельбек и на Маячном полуострове.

## Биография
Н. М. Печёнкин родился 17 июля 1871 года в семье потомственных дворян Келецкой губернии (ныне центральная часть Польши). Начальное образование получил в Орловском кадетском корпусе, затем продолжил учёбу в Петербурге, в 1-м Павловском военном училище, которое закончил в 1891 году по 1-му разряду и был произведён в подпоручики. После окончания начал службу в артиллерии Варшавской крепости. Через год был переведён в 5-ю артиллерийскую бригаду, 9-го армейского корпуса, расквартированного на Украине. Во время прохождения службы в 5-й артиллерийской бригаде был награждён Орденом святого Станислава III степени, а в 1897 году за участие в трудах по проведению первой всеобщей переписи населения Российской империи — тёмно-бронзовой медалью. В мае 1900 года был направлен в Петербург и прикомандирован к Главному артиллерийскому управлению (ГАУ). В Петербурге Н. М. Печёнкин поступил в Императорский Археологический институт, готовивший специалистов в области археологии и архивоведения. Обучался без отрыва от военной службы. С началом Первой мировой войны, полковник Печёнкин был призван в действующую армию. За годы войны участвовал в военных действиях на различных фронтах. В 1916 году был назначен начальником 6-го отделения ГАУ по снабжению артиллерии боеприпасами и занимался вопросом приспособления и использования артиллерийских снарядов в качестве авиационных бомб. Летом 1917 года, в связи с наступлением германских войск в Прибалтике, занимался эвакуацией Артиллерийского исторического музея. В январе 1918 года Николай Михайлович был назначен начальником Артиллерийского исторического музея. В мае 1918 года он предпринял попытку продолжить тщательное и детальное археологическое исследование Древнего Херсонеса. Получив открытый лист, разрешающий в течение года проводить раскопки в районе Севастополя, в конце августа Печёнкин выехал в Крым. С этого времени дальнейшая судьба полковника Н. М. Печёнкина не известна.

## Археологическая деятельность
К первым самостоятельным раскопкам Н. М. Печёнкин приступил осенью 1901 года в северной части Севастополя. Там был обнаружен могильник с хорошо сохранившейся коллекцией ритуальных предметов, датированный I веком. К раскопкам близ Севастополя Николай Михайлович возвращался на протяжении следующих 12 лет. Летом 1903 года он проводил археологические изыскательские работы в районе реки Бельбек. В 1904 году был избран сотрудником Императорского Археологического института. В 1908 году, по представлению видных ученых Н. И. Веселовского, А. А. Спицына и Б. В. Фармаковского Печёнкин был избран в члены Императорского Русского археологического общества. В 1910—1911 годах за свой счёт проводил археологические раскопки на территории Страбонова Херсонеса. Обнаруженные при раскопках дома и усадьбы носили оборонительный характер и располагались на некотором расстоянии друг от друга. Профессор М. И. Ростовцев определил это поселение как ярко выраженную древнегреческую клерухию. Памятник представлял собой единственный в своем роде сохранившийся без позднейших наслоений. В самом начале I века это поселение уже лежало в развалинах, что дало основание Страбону увидеть в нём развалины Древнего Херсонеса, а цветущий город в то время располагался на берегу Карантинной бухты. Итоги раскопок были опубликованы в «Известиях Императорской Археологической комиссии» и заслушаны в 1912 году на заседании разрядного приказа военной археологии и археографии Императорского Русского военно-исторического общества (ИРВИО).
Н. М. Печёнкин принимал участие в организации и проведении археологических исследований Изборской крепости, Новгородского детинца, Гремячей башни Псковского Кремля. В 1912—1913 годах занимался поиском места Шелонской битвы (в 1471 году) между москвичами и новгородцами на реке Шелони близ озера Ильмень. В 1912 году в качестве представителя ИРВИО участвовал в XIV международном конгрессе антропологии и археографии, состоявшегося в Женеве. В 1914 году Н. М. Печёнкин, уже как состоявшийся учёный-археолог, был избран в Совет ИРВИО. За активную научно-исследовательскую работу он был награждён серебряным Знаком ИРВИО Архивная копия от 4 апреля 2020 на Wayback Machine.

## Некоторые работы и статьи
- Савиновская церковь близ Казани. Статья. «Известий Императорской Археологической комиссии», № 34 Архивная копия от 3 февраля 2020 на Wayback Machine, 1902
- Раскопки в окрестностях Севастополя. Статья. «Известий Таврической учёной архивной комиссии», № 38 Архивная копия от 3 февраля 2020 на Wayback Machine, 1905
- Памяти Н. Е. Бранденбурга. Очерк деятельности, перечень трудов. Статья в «Артиллерийском журнале»  № 7, 1905. (О деятельности учёного, связанная с составлением и изданием научных каталогов Артиллерийского исторического музея, в которых впервые было представлено описание исторических памятников с введением новых понятий о состоянии вооружения Древней Руси)
- Археологические разведки и раскопки в местности Страбоновского Старого Херсонеса. Статья. «Известий Императорской археологической комиссии», № 42 Архивная копия от 3 февраля 2020 на Wayback Machine, 1908
- Роспись христианской катакомбы, находящейся близ Херсонеса на земле Н. И. Тура. Статья. «Известия Таврической учёной архивной комиссии», № 48 Архивная копия от 3 февраля 2020 на Wayback Machine, 1912
- Шверинский курган; 1914. (Исследование памятника, сложенного из камня на берегу Стрелецкой бухты, недалеко от Херсонесского городища)
- Памятка в помощь начинающему археологу «Исследование древних укрепленных мест»
- Журнал раскопок Н. Е. Бранденбурга 1888—1902 гг. СПб. I–VII. 1–220 стр. с картой, портретом и вступительной статьёй. Издательство: "Товарищество Вильборга"
- Описание орудий, находящихся у Главного артиллерийского управления. Брошюра с рис., 1905